# フォーリンデブはっしー
はっしー（橋本陽）は、日本のタレント・グルメプレゼンターである。フォーリンデブはっしーとして長年活動していたが、2025年よりフォーリンデブを卒業し、本名の橋本 陽（はしもと あきら）も公表して、活動の幅を広げている。

## 来歴
ブログは月間200万アクセスを記録し、グルメブログのランキング1位を更新し続けたことから、テレビや雑誌などで「日本一のグルメブロガー」と紹介される。グルメに特化したInstagramのフォロワー数も約30万人を誇る。
総務省の地域力創造アドバイザー、農林水産省の国産食材アンバサダー、「東京モーターショー」のグルメ総合プロデューサー、そして2023年からは史上初となる横浜中華街のグルメ大使や、NEXCO東日本のグルメ（ハイウェイめし）アンバサダーなどにも就任。
2020年3月を以て、2004年の新卒入社から勤務していた電通を退社したことを自身のTwitterで発表した。
グルメイベントの第一人者としても実績があり、130万人を集客した日本最大級のイベント「東京モーターショー」（2023年より「JAPAN MOBILITY SHOW」に改名）では、グルメ総合プロデューサーを4期連続で務めている。
また、同じく総合プロデューサーを務めた「anまかないフェス」では、飲食業界の求人不足問題に取り組み、経済産業省の年間イベントアワード優秀賞にも輝いた。
グルメの専門家としては最多となるメディア出演数を誇り、『ラヴィット!』（TBSテレビ）では「本気肉調査隊」のコーナーでレギュラー出演中。『ZIP!』（日本テレビ）は2022年度をもって卒業し、ZIP!ファミリーに昇格をした。秋元康が監修する『キッチンカー大作戦!』（テレビ朝日）においても放送開始からレギュラー出演中。地方では自身がMCを務める「究極グルメ！食の太道」も放送中。

## 人物
- 嵐の櫻井翔は慶應義塾普通部・慶應義塾高等学校・慶應義塾大学の同期で、中等部からの同級生である親友であり、プライベートでは「さくしょう」「あきら」と呼び合う仲である[2]。
- 芸名の由来となったフォーリンラブのバービーとは『フォーリンデブはっしーのフォトジェ肉ツアー』（AbemaTV、2017年10月29日配信）で共演。
- 大学まで柔道部所属だった。

## 出演番組

### テレビ
- メレンゲの気持ち（日本テレビ）
- ズームイン!!サタデー（日本テレビ）
- ZIP!（日本テレビ）
- 踊る!さんま御殿!!（日本テレビ）
- 王様のブランチ（TBS）
- ラヴィット!（「マヂでウマい肉を徹底調査 本気マヂ肉調査隊」レギュラー）（TBS）
- 櫻井・有吉 THE夜会（TBS）
- VS魂 (フジテレビ)
- KinKi Kidsのブンブブーン (フジテレビ)
- ホンマでっか!?TV（フジテレビ）
- 旬感LIVE とれたてっ!（関西テレビ）
- いきなり!黄金伝説。（テレビ朝日）
- フォーリンデブはっしーのスタジアムグルメツアー（AbemaTV）

### ラジオ
- 垣花正のあなたとハッピー（ニッポン放送）（準レギュラー）
- はっしーのmeet the world（ニッポン放送）レギュラー

## イベント
- 東北六魂祭 2012、2013、2014
- 肉フェス（応援団長）
- 宇都宮餃子祭り（応援団長）
- ツールド東北（グルメ大使）
- ミラノ万博（おにぎり大使）
- 東京モーターショー 2015、2017、2019、2023（グルメ総合プロデューサー）

## 著書
- 「東京 肉らしいほどうまい店」(KADOKAWA/メディアファクトリー)
- 「最強のデブリシャス」(ワニブックス)
- 「肉とSNS 最幸のテクニック」(CCCメディアハウス)
- 「フォーリンデブはっしーのエンタメレシピ」(主婦の友社)

## 資格
- お肉博士（食肉検定）1級
- お米ソムリエ（米食味鑑定士）